# 서북인도아리아어군
서북인도아리아어군은 인도아리아어군의 하위 언어이다.

## 분류
- 란다어
  - 미르푸르 펀자브어
  - 서부 펀자브어
  - 사라이키어
  - 자카티어
  - 케트라니어
  - 힌드코어
    - 남부 힌드코어
    - 북부 힌드코어
- 신드어군
  - 라시어
  - 신드어 (신디어)
  - 신디빌어
  - 자드갈리어
  - 카치어